# 佐藤信渊

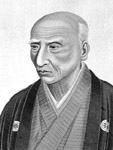
佐藤信渊

佐藤信渊（日语：／ Satō Nobuhiro，1769年7月18日—1850年2月17日）是日本江户时代后期的经济学家。主张取消身份差别，设立免费的大学、诊所和养老院。主要著作有《经济要录》、《海防策》等。